# Petaquillas
Petaquillas, antiguamente Ayacapitzatlán (en náhuatl:Ayac, piztic, an, 'Lugar de la nariz delgada') es un pueblo perteneciente al municipio de Chilpancingo de los Bravo el cual está ubicado en el Estado de Guerrero. Cuenta con 12,544 habitantes.

## Historia
En la época prehispánica el pueblo de Petaquillas tenía el nombre de Ayacapitzatlán o Yacapitzatlan. 
El pueblo conservó durante algún tiempo de la colonia el nombre de Acapitzatlán. Los españoles respetaron esta denominación pues existen reseñas que se refiere a San Agustín. 
En los primeros años del siglo XVIII se empezó a conocer como el pueblo de Las Petaquillas y finalmente Petaquillas. 
Según la tradición oral el nombre del pueblo hace referencia a que en este lugar los habitantes se dedicaban a realizar artesanías de palma, como sombreros, entre otras, sobresaliendo la elaboración de petates y bolsas de palma o canastillas que semejaban petacas siendo algunas o la mayoría pequeñas, por tal razón se fue deformando la palabra petacas, por petaquitas, para finalmente quedar como Petaquillas
Además de lo anterior, cada año en las fiestas patronales se elaboraba un petate de grandes proporciones, para introducirlo en el lugar donde alababan a San Agustín.

## Fiesta Patronal
Petaquillas es distinguido en el municipio por su fiesta patronal celebrada cada 28 de agosto de cada año en donde festejan a San Agustín.
Llega el 27 de agosto, es la víspera y el día en que inicia la feria de San Agustín. Todo comienza por la mañana con el "Teopancalaquis" que significa "Entrada del pueblo a la casa de Dios" , que consiste en hacer un recorrido por el pueblo que inicia en la comisaria municipal y es encabezado por la autoridad, los mayordomos y los habitantes que portan flores que será la cuelga a San Agustín.

## Educación

### Primarias
| Nombre                | Total de Alumnos |
| --------------------- | ---------------- |
| Julián Blanco         | 424              |
| Ignacio M. Altamirano | 460              |
| 5 de Mayo             | 421              |

### Secundarias
| Nombre                   | Total de Alumnos |
| ------------------------ | ---------------- |
| Esc. Sec. Tec. Australia | 337              |
| Esc. Tel. Benito Juárez  | 130              |

### Bachillerato
| Nombre                       | Total de Alumnos |
| ---------------------------- | ---------------- |
| CBTA 224-01 Ext. Petaquillas | 274              |